# Шарий, Иван Григорьевич (футболист)
Иван Григорьевич Шарий (укр. Іван Григорович Шарій; 24 ноября 1957, Полтава, Украинская ССР, СССР) — украинский футболист, нападающий и тренер. Мастер спорта СССР. С 2007 года — тренер ДЮСШ им. Горпинка (Полтава).
Являлся обладателем трёх рекордов высшей лиги Украины: самый возрастной игрок, самый возрастной дебютант и как самый возрастной бомбардир.
В 2013 году рекорд самого возрастного игрока побил вратарь Игорь Шуховцев, а в 2014 году президент и игрок донецкого «Олимпика» Владислав Гельзин побил оставшиеся два рекорда. Также является лучшим бомбардиром «Ворсклы» (136 голов) после Коваленко.
В 2009 году признан лучшим игроком столетия в Полтавской области.

## Биография

### Клубная карьера
Воспитанник полтавского футбола. Первые тренеры — А. Витков, И. И. Горпынко. Начал профессиональную карьеру в клубе «Колос» Полтава. Дебютировал на мастерском уровне 4 мая 1974 года в матче против житомирского «Автомобилиста», выйдя на замену во втором тайме. Игра проходила в Решетиловке, так как полтавский стадион «Колос» был на очередной реконструкции. «Колос» одержал победу 3:1. Первый гол забил 7 мая 1974 года в Кременчуге в ворота винницкого «Локомотива». Позже выступал за «Динамо» (Киев), но закрепиться в основном составе он не сумел, проведя за киевлян лишь две игры в Высшей лиге чемпионата СССР.
Но знаменитым Иван Шарий стал на весь СССР, когда выступал за одесский «Черноморец».
Играл за команды «Динамо» (Минск), «Металлург» (Запорожье), «Нистру» (Кишинёв). В 1987 году вернулся в возрожденную «Ворсклу». Поиграв в Полтаве три сезона, перешёл в болгарский клуб «Этыр». В 1991 году перешёл в винницкую Ниву. После распада СССР играл за клубы Любительской лиги, а также за «Кремень», «Горняк-Спорт» и «Ворсклу». Бронзовый призёр чемпионата Украины сезона 1996/97 в составе полтавчан . Прощальный матч Шария состоялся 1 мая 2001 года на стадионе «Ворскла».

## Статистика
| Сезон   | Клуб              | Лига        | Чемпионат | Чемпионат | Кубок | Кубок | Дубль | Дубль | Еврокубки | Еврокубки |
| Сезон   | Клуб              | Лига        | Игры      | Голы      | Игры  | Голы  | Игры  | Голы  | Игры      | Голы      |
| ------- | ----------------- | ----------- | --------- | --------- | ----- | ----- | ----- | ----- | --------- | --------- |
| 1992/93 | Ворскла           | Первая лига | 4         | 1         | 0     | 0     | —     | —     | —         | —         |
| 1993/94 | Бирзула (Котовск) | ААФУ        | 10        | 0         | —     | —     | —     | —     | —         | —         |
| 1994/95 | Бирзула (Котовск) | ААФУ        | 3         | 0         | —     | —     | —     | —     | —         | —         |
| 1995/96 | Ворскла           | Первая лига | 36        | 19        | 2     | 2     | —     | —     | —         | —         |
| 1996/97 | Ворскла           | Высшая лига | 29        | 8         | 4     | 2     | —     | —     | —         | —         |
| 1997/98 | Ворскла           | Высшая лига | 8         | 1         | 0     | 0     | —     | —     | 1         | 0         |
| 1997/98 | Ворскла-2         | Вторая лига | 4         | 1         | 0     | 0     | —     | —     | —         | —         |
| 1997/98 | Горняк-Спорт      | Вторая лига | 2         | 0         | 0     | 0     | —     | —     | —         | —         |
| 1997/98 | Кремень           | Первая лига | 19        | 10        | 0     | 0     | —     | —     | —         | —         |
| 1998/99 | Ворскла-2         | Вторая лига | 8         | 2         | 0     | 0     | —     | —     | —         | —         |
| 1998/99 | Ворскла           | Высшая лига | 9         | 1         | 2     | 0     | —     | —     | —         | —         |